# Gottfried Schüler
Gottfried Schüler (* 9. Mai 1923 in Falkenstein/Vogtl.; † 25. Dezember 1999 in Göttingen) war ein deutscher Maler, Grafiker und architekturbezogener bildender Künstler.

## Leben und Wirken
Gottfried Schüler wurde 1923 in Falkenstein im Vogtland als Sohn eines Pädagogenehepaares geboren. Ab 1929 besuchte er die Grundschule und ab 1933 das Reformrealgymnasium. Sein Zeichentalent wurde bereits frühzeitig erkannt und gefördert. Von 1941 bis 1945 folgten Kriegsdienst und amerikanische Kriegsgefangenschaft. Kurz vor seiner Anstellung als Neulehrer entschied er sich nach Weimar zu gehen, um von 1946 bis 1950 an der dortigen Hochschule für Baukunst und bildende Künste Malerei, Grafik und baugebundene Kunst zu studieren. Zu seinen Lehrern zählten Hermann Kirchberger, Otto Herbig, Hanns Hoffmann-Lederer, Albert Schaefer-Ast und Hans Pfannmüller. Ab 1950 war er als freischaffender Künstler in Weimar tätig und wurde 1951 Mitglied im Verband Bildender Künstler Deutschlands (VBKD).
Bereits 1947 unterrichtete Schüler bis 1955 an der Volkshochschule Akt-, Porträt- und Figurenzeichnen. Von 1954 bis 1974 arbeitete er an der Hochschule für Architektur und Bauwesen, Sektion Architektur, als Honorardozent u. a. für Zeichnen, druckgrafische Techniken, Struktur- und Kompositionsübungen, Tafelbildmalerei, Farbgebung und architekturbezogene bildende Kunst. 1980 wurde er ebenda zum Professor für Bildkünstlerisches Gestalten berufen und unterrichtete nach seinem Programm Bauhaus 1980. Studienreisen führten ihn zwischen 1958 und 1981 nach Bulgarien, Moskau, Prag und Leningrad. 1966 bis 1969 wirkte er mit bei der Erarbeitung städtebaulicher Gesamtkonzeptionen für Arnstadt, Gotha, Eisenach, Leinefelde und Erfurt. 1975 wurde er für sein Wirken mit dem Literatur- und Kunstpreis der Stadt Weimar geehrt. 1989, noch vor der Wende, siedelte er in die Bundesrepublik Deutschland nach Osterode am Harz über.

## Werk
Schüler zeichnete schon als Kind gerne und fasste früh den Entschluss, Maler zu werden. In besonderem Maße geprägt wurde er in den Kindheits- und Jugendjahren von der ihn unmittelbar umgebenden Mittelgebirgslandschaft mit all ihren Erscheinungsformen – Strukturen, Farben, jahreszeitlichen Veränderungen – und den sich dahinter verbergenden Kräften. Im Laufe seines Lebens bediente er sich der unterschiedlichsten Techniken und entwickelte dabei die ihm eigene Formensprache. Vorbilder sah er im späten Cézanne, in Feininger und in der Farbigkeit der Expressionisten. Er abstrahierte, ohne abstrakt zu werden. Seine Landschaftsbilder (Vogtland, Mecklenburg, Thüringen, Harz, Gardasee, Genfer See) sind keine naturalistischen Abbilder des Gesehenen, sondern sind voller Dynamik und lassen tektonische Prozesse spürbar werden. Er ging stets zielgerichtet seinen eigenen Weg und ließ sich ideologisch nicht vereinnahmen.
Schüler nannte sich selbst einen Zeichner. In seinem Œuvre ist das zeichnerische Werk von entscheidender Bedeutung und grafische Strukturen sind auch für sein malerisches Werk prägend. Er zeichnete im Krieg (Hafen von Champigneulles, Aquarell, Frankreich 1943), als Student (Männlicher Akt, Kohle, 1948), als freischaffender Künstler (Hinterer Anger in Falkenstein, Tusche, 1950; Hohlweg/Tiefengruben, Grafit, 1992) und unterrichtete das Fach Zeichnen an Hochschule und Volkshochschule. Nebenher entstand eine Gruppe von Kaltnadelradierungen (Blick auf Baltschik 1959, Elstertalbrücke in Plauen 1964). Er malte in Öl (Alfred Ahner 1964, Roter Mohn 1972), Tempera (Südseite des Atelierhauses mit Roszacks Garten 1965) und bevorzugte im letzten Schaffensabschnitt wieder eine Mischtechnik unter Verwendung von Eitempera, Kreide und Pastell (Abtauende Felder 1990; In den Gipsbergen, Sonnenblumen 1996).
Eine besondere Rolle spielten bei ihm Puppen, Gestalten einer Welt zwischen Mensch und Abstraktion. Stabpuppen – ein Geschenk seines Lehrers Otto Herbig – und die Waldorfpuppen seiner Enkeltöchter dienten einzeln, in Gruppen oder in Kombination mit Naturobjekten dem Ausprobieren unterschiedlicher Techniken (Stehende Stabpuppen, Grafit, 1988; Der Puppenturm, Aquarell und Grafit, 1996; Die Puppenfamilie, Pastell und Herbstahorn mit 2 Puppen, Mischtechnik, 1997).
Mitte der 1950er bis Anfang der 1980er Jahre schuf Schüler für den öffentlichen Raum eine ganze Reihe von baugebundenen Arbeiten, meist Wandgestaltungen, in unterschiedlichen Techniken unter Verwendung verschiedenartiger Werkstoffe. Ab 1968 erfolgte eine verstärkte Hinwendung zur Tafelbildmalerei. Ausgeführte Arbeiten (Auswahl):
- 1956: Hühner fütternde Frau, Natursteinmosaik, Kantinengebäude VEB Kali, Bleicherode
- 1957–1961: Aufbau – Freizeit – Lernen und Kunst, drei Natursteinmosaike, Pädagogische Hochschule Erfurt (Foyer des Hörsaals)[4][5]
- 1961: Glas – Keramik – Beton, Aluminium-Verkleidung/Schleiftechnik mit schwarzer Einfärbung, zwei Säulen Hochschule für Architektur und Bauwesen Weimar (Finger-Bau)
- 1972/1975: Farbgestaltung der Fenster, Kreuzkirche, Weimar[6]
- 1972/1976: Wandbild "Freizeitgestaltung"[7], Quarzgranulatbeschichtung, Turnhalle POS Friedrich Engels, Nordhausen[8]
- 1975/1976: Thüringen, 4 Tafelbilder für den Palast der Republik, Berlin, darunter Ettersberg (Mischtechnik, 125 × 140 cm)[9]
- 1976: Feldrand im Winter (Mischtechnik)[10]
- 1978/1980: Wandgestaltungen Pflanzliches Leben und Blick aus dem Kosmos auf die Erde, Öllasur auf Holzplatten, Interhotel Kosmos, Erfurt

Seine Werke waren und sind postum in vielen Einzelausstellungen und bei Ausstellungsbeteiligungen zu sehen und befinden sich zum Teil in öffentlichem Besitz (Kunstsammlungen zu Weimar, Angermuseum Erfurt, Stadtmuseum Weimar, Bauhaus-Universität Weimar, Kunsthalle Rostock, Staatliches Museum Schwerin, Thüringer Museum Eisenach und Stadtmuseum Jena).

## Ausstellungen (unvollständig)
Einzelausstellungen
- 1959, 1971, 1989: Angermuseum Erfurt
- 1973: Jöhstadt, Ernst-Thälmann-Oberschule (Grafik)
- 1974/1975: Malerei, Grafik, baugebundene Kunst, Kunsthalle am Theaterplatz, Weimar und Staatliches Museum Schwerin (Katalog)
- 1979: Drei Thüringer Künstler: Otto Paetz, Karl-Heinz Appelt, Gottfried Schüler, Kunsthalle Rostock (Katalog)
- 1979: Kunsthalle Bad Kösen
- 1981: Frühling, Winter, Herbst und Sommer, Stadtmuseum Jena, Galerie Neulobeda
- 1985: Malerei, Zeichnungen, Graphik, Kunsthalle am Theaterplatz, Weimar (Katalog)
- 1985, 1991: Galerie Oevermann, Frankfurt am Main (Katalog)
- 1994: Galerie Profil Weimar und Romantikerhaus, Jena
- 1995: Galerie Oltmanns, Bonn/Unkel
- 1998: Malerei und Grafik 1989–1998, Kunstkabinett am Goetheplatz, Weimar (Katalog)[2][11]
- 2002: Malerei, Zeichnung, Graphik, Galerie Profil Weimar[12]
- 2004: Malerei und Zeichnungen, Kunsthaus Apolda Avantgarde[13][14]
- 2005: Malerei und Zeichnungen, Stadtmuseum Groß-Gerau und Museum Korbach
- 2013: Formkräfte erkennbar machen, Galerie Profil und Stadtbücherei Weimar
- 2019: Magie der Natur, Galerie im Falkensteiner Schloss, Falkenstein[15][16]
- 2023: Gottfried Schüler zum 100. Geburtstag, Kunsthalle Harry Graf Kessler, Weimar

Ausstellungsbeteiligungen
- 1955, 1958, 1967/1968 und 1977/1978: Dresden, Dritte, Vierte und VI. Deutsche Kunstausstellung und VIII. Kunstausstellung der DDR
- 1974: Weimar, Galerie im Schloss („Kunst für uns“)
- 1979: Weimar, Kunsthalle am Theaterplatz, (spektrum – Bildende Künstler der DDR 1946–1951, Katalog)[1]
- 1983: Berlin und weitere Städte („Karl Marx. Künstlerbekenntnisse“)
- 1985: Erfurt, Gelände der Internationalen Gartenbauausstellung („Künstler im Bündnis“)